# 萨列斯
萨列斯（法語：Saliès，法語發音：[saljɛs]）是法国奥克西塔尼大区塔恩省的一个市镇，位于该省中北部偏东，属于阿尔比区和大阿尔比城市圈公共社区。

## 地理
萨列斯（43°53'28"N, 2°7'44"E）面积3.55 平方千米，位于法国奧克西塔尼大區塔恩省，该省份为法国南部内陆省份，北起顺时针与阿韦龙省、埃罗省、奥德省、上加龙省和塔恩-加龙省接壤。
与萨列斯接壤的市镇（或旧市镇、城区）包括：阿尔比、卡尔吕、拉米拉里耶、皮古宗。

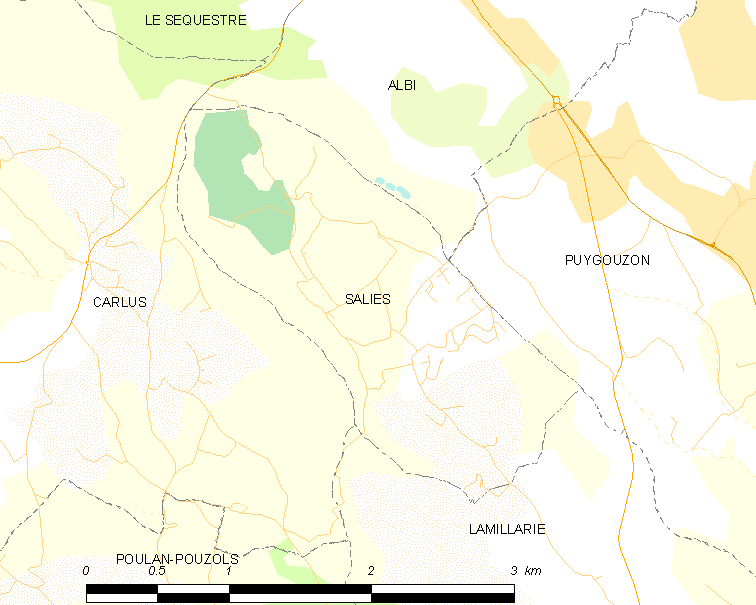
萨列斯的OSM定位图

萨列斯的时区为UTC+01:00、UTC+02:00（夏令时）。

## 行政
萨列斯的邮政编码为81990，INSEE市镇编码为81274。

## 政治
萨列斯所属的省级选区为阿尔比第二县。

## 人口

1962-2008年间萨列斯人口变化图示

萨列斯于2022年1月1日时的人口数量为816人。